# Еберсов папирус
Еберсов папирус  је копија која је датована у Ново краљевство (око 1550. п. н. е. у 8. години владавине Аменхотепа I, из 18. династије ).  Верује се да је пореклом од старијег деле из Средњег краљевства. То је најдужи и најпотпунији древни египатски медицински текст који је до сада пронађен јер садржи преко 700 рецепата и чини.
Откривен је међу остацима мумије у гробници Асасифа, у Луксору , од стране Едвина Смита 1862. године. Када је папирус купио немачки египтолог Георг Еберс, Мешутим папирус не носи име по његовом проналазачу већ по немачки египтолог Георг Еберс, који је откупио папирус. Тренутно се чува у библиотеци Универзитета у Лајпцигу.
Спада међу најдуже писане докумената пронађене из древног Египта: то је ролна папируса од 110 страница која мери више од двадесет метара у дужину и тридесетак центиметара у висину и садржи 877 делова који описују бројне болести у различитим областима. медицине као што су офталмологија , гинекологија , гастроентерологија и одговарајући рецепти, као и први преглед клиничке депресије у односу на поље психологије .
Говори и о раку (о коме се каже да се не може ништа учинити), болестима срца, депресији, дијабетесу, контроли рађања и многим другим проблемима као што су проблеми са варењем и инфекције уринарног тракта. Нуди и  научне  и натприродне дијагнозе за болест и лечење и укључује бројне чини.
Иако су Египћани имали мало знања о унутрашњим органима, врло рано су схватили да је срце пумпа која снабдева крвљу остатак тела. Психолошки проблеми се у тексту приписују натприродним узроцима на исти начин као и физичка болест.

## Историја
У 2. веку пре нове ере Клеменс Алексанрин је био сигуран да су Египћани све своје знање сакупили у 42 тајне књиге. од којих је последњих шест садржало медицинска знања. Упркос томе и записима других античких аутора, дуго се мишљење о историји медицине није мењало. У традиционалном погледу наглашена је улога Хипократа и Грка.
У 19. веку египтолози су почели да проналазе египатске папирусе, чији се садржај тицао медицинских питања. Први медицински папирус објавио је Георг Еберс 1875. године, који је по њему назван Еберсов папирус. Георг Еберс (рођен 1. марта 1837. у Берлину, умро 7. августа 1898. у Минхену) путовао је у Египат два пута: 1869/70 са супругом Антонијом и 1872/73 са Лудвигом Штерном. На свом другом путовању купио је свитак медицинског папируса у Луксору који је назвао по себи. Још у Египту, Георг Еберс је 1873. године написао у писму својој супрузи колико се радује будућем штампаном издању свитка, који је као  факсимил објавио 1875. године.Тиме је Еберс  трајно сачувао текст, под насловом: Еберсов папирус: Херметичка књига о лековима старих Египћана написна хијератским писмом.
Овај папирус који је датиран у време владавине Аменофиса I (1536. п. н. е.)  је свитак дужине 20,23 метра са 108 колона текста.  Власник овог папируса је вероватно био лекар – јер се у тексту помиње „лекарска тајна”. Херодот пише да су египатски лекари били специјализовани, што изгледа потврђује и Еберсов папирус.
Еберсов папирус су објавили и превели различита истраживања (највредније је немачко издање  German edition Grundriss de Medizin de alten ägypter,   у издању Paul-а Ghalioungui-а). Према    Ghalioungui-новом мишљењу, хаотични распоред лекарских савета у папирусу сугерише да сеон састоји од различите оригинале из којих су преузимани подаци. 
Текст Еберсовог папируса распоређен је у низу рецепата, који су груписани према различитим болестима и повредама. Скоро све те групе имају уводну напомену: „Овде почиње..“ коришћену у 36 наврата. Текст је међутим, често разнолик  и неорганизован.
Датира из времена Новог краљевства, 18. династије, око 1550. године пре нове ере Његово порекло на крају 16. века пре нове ере потврђују и календар на реверсу и радиокарбонско датирање изведено 2014. године. 
Еберсово  папирус се данас чува у Универзитетској библиотеци у Лајпцигу као највећи свитак папируса посвећен древној египатској медицини и једини који је у потпуности сачуван. За библиотеку га је набавио 1873. лајпцишки египтолог Георг Еберс. Године 1875. издато је факсимилно издање текста написано хијератским писмом.
Цео текст заједно са преводима свих медицинских рецепата на немачки и енглески је  и онлајн од 2017. гоодине. Године 2021. реплика свитка дуга 18,63 метра била је изложена у посебном изложбеном салону у фоајеу Библиотеке Албертина.

## Значај
Прва цивилизација за коју се знало да је имала опсежно проучавање медицине и да је оставила писане записе о својој пракси и поступцима била је цивилизација старог Египта. Најстарији постојећи египатски медицински текстови су шест папируса из периода између 2000. п. н. е. и 1500. п.н.e.:
- Кахун медицински папирус,
- Рамесеум папирус VIII
- Рамесеум папирус V,
- хируршки папирус Едвина Смита,
- Еберсoв папирус,
- Херстов медицински папирус.

Ови текстови, од којих је већина заснована на старијим текстовима који датирају вероватно из 3000. године пре нове ере, релативно су слободни од магичаревог приступа лечењу болести. Египатска медицина је утицала на медицину суседних култура, укључујући културу античке Грчке. Из Грчке се њен утицај ширио даље, чиме је значајно утицао на западну цивилизацију.
Еберсов папирус је један од наших кључних извора знања о медицини у античком свету. Садржи скоро 900 рецепата и едукативних текстова који се концентришу на општу и интерну медицину. Наводи око 80 медицинских стања, укључујући болести срца, гинеколошке проблеме, цревне проблеме, паразите и очне болести, као и лекове који се користе за њихово лечење као што су супозиторије, масти, пилуле, завоји и клистир. Већина лекова садржи више састојака: минерале, биљне и животињске производе, као и људске и животињске излучевине.

## Опште информације
Еберсов папирус је написан хијератским египатским писмом и представља најобимнији и најбоље очувани запис древне египатске медицине од до сада познатих. Хијератско писмо се чита с десна на лево. Количине у рецептима су углавном приказане црвеним мастилом. Цео свитак је вероватно написао само један писар. Уз неколико значајних изузетака, колоне су углавном величине око А4. Да је комплетан сведочи чињеница да је свитак исписан на реверсу на крају.
Древни египатски медицински папирус  комбинује примену биљних лекова са магичним чаролијама. Међу најстаријим и најважнијим медицинским папирусима старог Египта.  
Свитак садржи око 700 магијских формула и народних лекова. Садржи многе загонетке намењене да одврате демоне који изазивају болести, а постоје и докази о дугој традицији емпиризма.
Папирус садржи „трактат о срцу“. Напомиње да је срце центар за снабдевање крвљу, са крвним судовима причвршћеним за сваки део тела. Изгледа да су Египћани мало знали о бубрезима и учинили су срце местом окупљања бројних крвних судова који су преносили све телесне течности — крв, сузе, мокраћу и сперму.
У Еберсовом папирусе наведен је један од најстаријих описа артеријске анеуризме налази се у једном од параграфа у Еберсовом папирусу. За анеуризму су Египћани сматрали да је последица васкуларне лезије и лечили су је хируршки, помоћу инструмента, који је претходно морао бити спаљен на ватри.
Ментални поремећаји су детаљно описани у поглављу папируса под називом Књига срца. Покривени су поремећаји као што су депресија и деменција. Описи ових поремећаја сугеришу да су Египћани схватали менталне и физичке болести на скоро исти начин као ми данас.
Папирус садржи поглавља о контрацепцији, дијагностици трудноће и другим гинеколошким питањима, цревним болестима и паразитима, проблемима ока и коже, стоматологији и хируршком лечењу апсцеса и тумора, формирању костију и опекотинама.
„Теорија канала“ је била преовлађујућа у време писања Еберсовог папируса. Она је сугерисал  да је несметан проток телесних течности предуслов за добро здравље.
Еберсовог папирус се може  сматрати претечом древне грчке хумералне патологије и касније успостављене теорије о четири хумора, пружајући историјску везу између Старог Египта, античке Грчке и средњовековне медицине.

### Девет области медицине
Еперсов папирус у свомс садржају има 879 појединачних текстова представљених у 110 колона и покрива девет области медицине:
1. Рецепти 1–6: Чаролије које треба певати пре почетка лечења
2. Рецепти 7–335: Интерна медицина
3. Рецепти 336–431: Очни поремећаји
4. Рецепти 432–602: Поремећаји коже
5. Рецепти 603–696: Болести екстремитета
6. Рецепти 697–782: Разно (глава, језик, зуби, нос, уши, козметика)
7. Рецепти 783–853: Гинекологија
8. Рецепти 854–856: Информације о кардиоваскуларном систему
9. Рецепти 857–877: Чиреви

### Категоризација рецепата
У тадашњој египатској фармакопеји користило се више од 700 супстанци, углавном екстрахованих из биљног царства: шафран , смирна , алоја , листови рицинусова, плави лотос, екстракт љиљана, сок од мака, смола, тамјан, конопља итд. Поред лекова од биљака папирус такође укључује и разне лекове добијене од инсеката и паука.  
Рецепти се могу категорисати на следећи начин:
44 наставна текста, 4 прогнозе, 776 скраћених рецепата, 28 рецепата са остацима наставног текста, 11 рецепта са додатном магијом, 10 магијских текстова са медицинским применама, 1 магијски текст без медицинске примене, 4 компилације наставних текстова
Док су исцелитељи у старом Египту  такође били лекари, свештеници и магови, они су представљали разне области науке, религије и магије. У хуманој медицини примењен је холистички приступ.
Пошто 70–80% састојака који се користе у лековима није идентификовано, тешко је поново креирати рецепте древног Египта.